# Ryżki
Ryżki – wieś w Polsce położona w województwie lubelskim, w powiecie łukowskim, w gminie Łuków.  
| SIMC    | Nazwa         | Rodzaj    |
| ------- | ------------- | --------- |
| 0679888 | Ryżki-Parcele | część wsi |

Wieś została wymieniona po raz pierwszy w dokumencie biskupa krakowskiego Wojciecha Jastrzębca w 1448 r. Powstała w okresie największego rozwoju osadnictwa na Ziemi Łukowskiej. Za Królestwa Polskiego istniała gmina Ryżki. W latach 1954–1961 wieś należała i była siedzibą gromady Ryżki, gromadę zniesiono przez zmianę siedziby i nazwy gromady na gromadę Łuków. 
W latach 1975–1998 miejscowość administracyjnie należała do województwa siedleckiego.
Wieś stanowi sołectwo w gminie Łuków. Według Narodowego Spisu Powszechnego z roku 2011 wieś liczyła 816 mieszkańców.
W miejscowości funkcjonuje jednostka OSP. Działa także dom pomocy społecznej, w którym schronienie znajduje ponad dwustu pensjonariuszy. Pierwsi pacjenci przybyli 13 września 1949 r.
Wierni Kościoła rzymskokatolickiego należą do parafii Podwyższenia Krzyża Świętego w Łukowie.